# 上聖寺

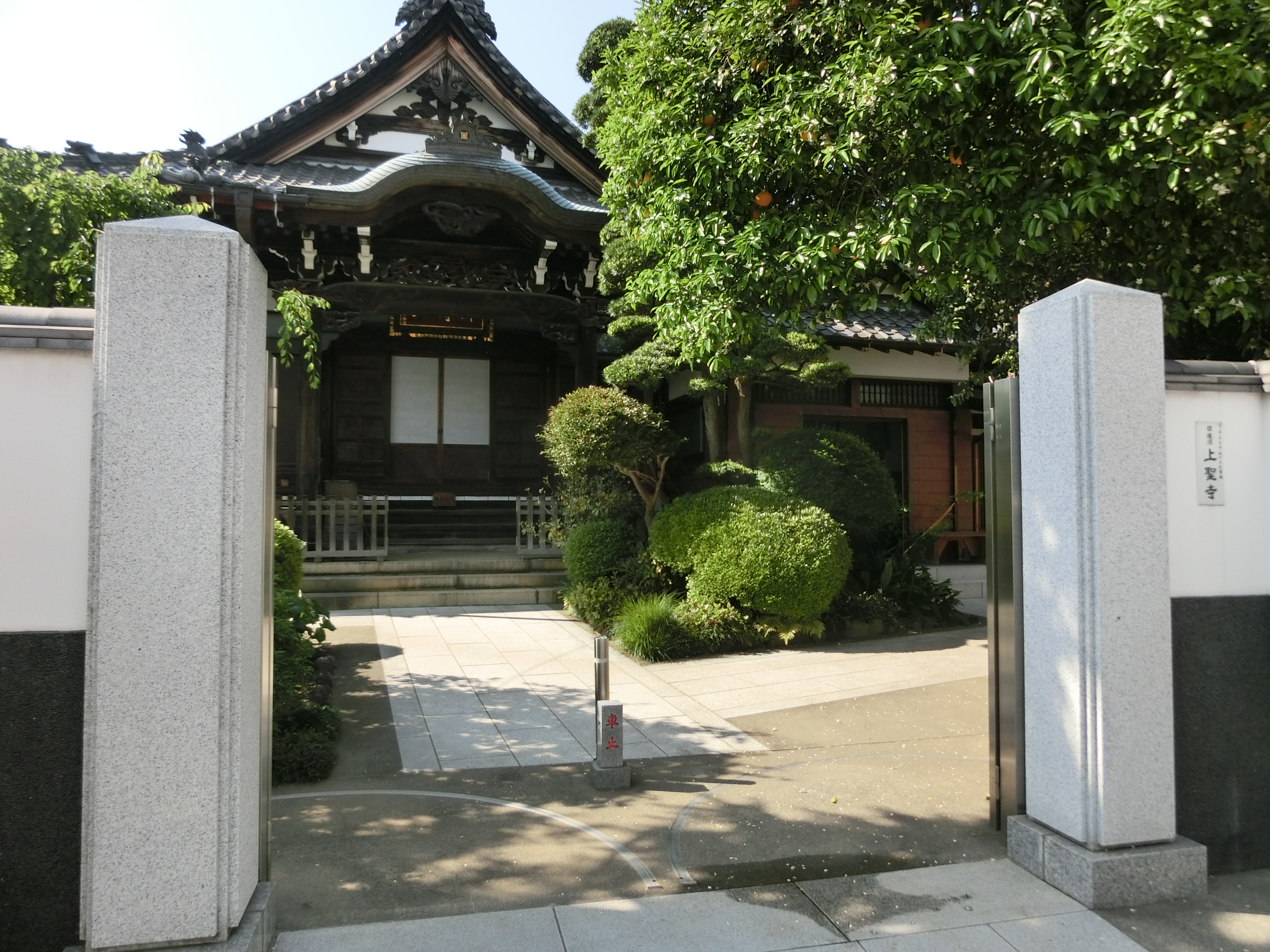
上聖寺

上聖寺（じょうしょうじ）は、東京都台東区谷中にある日蓮宗の寺院。山号は仏寿山。旧本山は玉沢妙法華寺、小西・一乗寺法縁。伝日法作の除雷日蓮聖人像を祀る。境内には長野草風（画家）の墓所がある。

## 歴史
寛永6年（1629年）湯島大根畠組屋敷（現在の文京区）に畔柳助九郎、大岡金三郎の土地に仏寿院日通を開山に創建された。天和3年（1683年）感応寺（現在の谷中天王寺）境内の現在地へ移転した。

## 人物
- 豊田日穂　実相寺70世貫主は、この寺の出身。

## 交通アクセス
- 千代田線根津駅より徒歩約5分（経路案内）。
- 日暮里駅より徒歩約15分（経路案内）。

## 参考資料
- 日蓮宗寺院大鑑編集委員会『宗祖第七百遠忌記念出版 日蓮宗寺院大鑑』大本山池上本門寺 (1981年)
- 御府内寺社備考

## 関連資料
- 池波正太郎『鬼平犯科帳』「谷中いろは茶屋」文藝春秋